# Pamiri

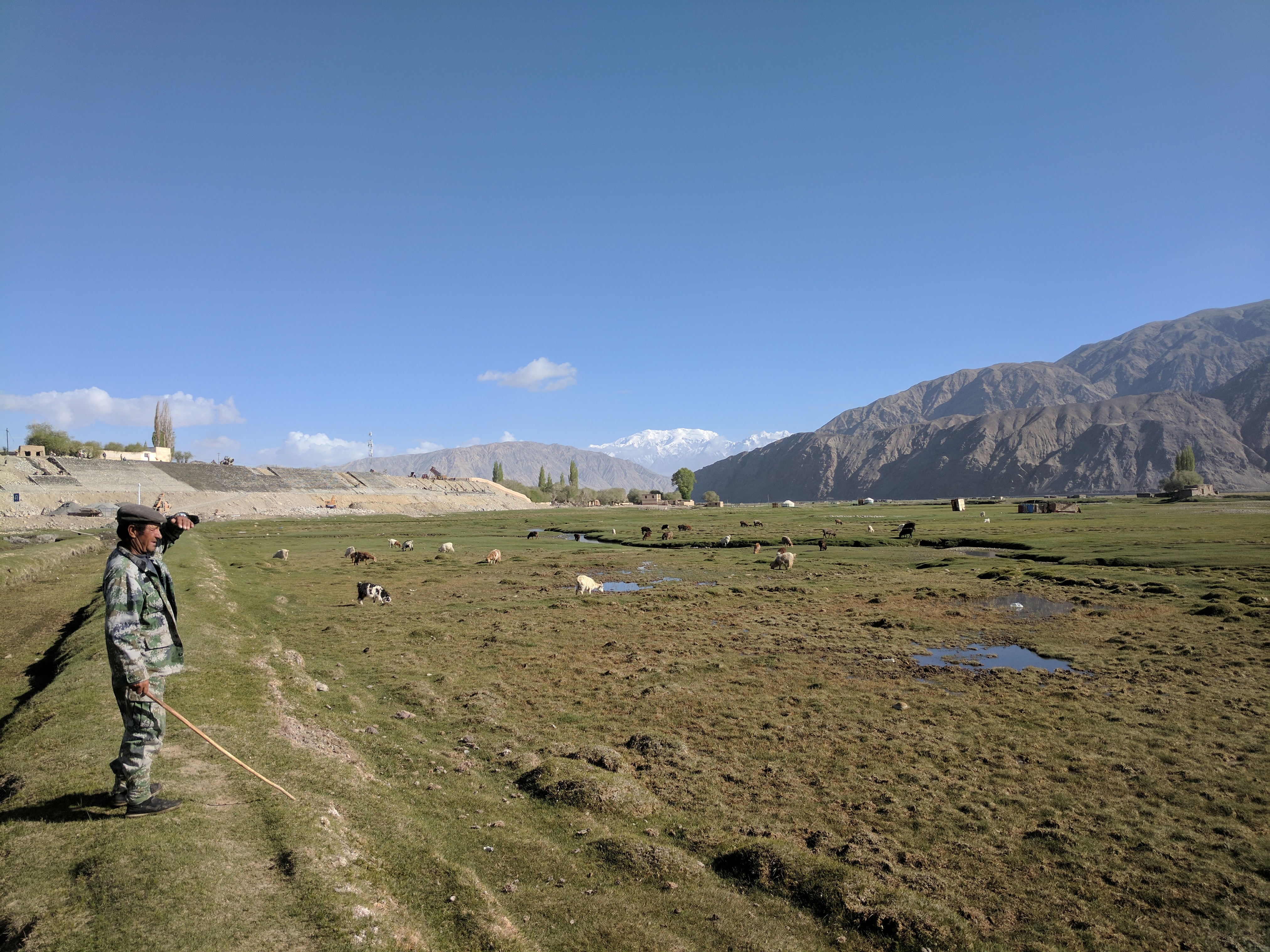
Hombre Pamiri

Pamiri (Tayiko: Помири, Persa: پامیری) es el nombre de un grupo étnico en la Provincia Autónoma de Alto Badajshán en Tayikistán. Se compone de habitantes que hablan lenguas pamiris, y se adhieren a la denominación Ismaili del islamismo chiita, habiendo una minoría de sunitas.
Tiene una población estimada de 350,000 personas.
Comparten lazos lingüísticos, culturales y religiosos con la gente de la Provincia de Badakhshan en Afganistán; los hablantes de lengua sarikoli en el Condado Tashkurgán en Sinkiang, China; los hablantes de lengua wakhi en Afganistán y los hablantes de lengua wakhi en Gojal, Pakistán.

## Individuos notables
- Oleg Fesov, músico y actor
- Davlat Khudonazarov, cineasta
- Muboraksho Mirzoshoyev, músico
- Daler Nazarov, músico y actor
- Abusaid Shokhumorov, historiador y filósofo